# Aloades
Pour les articles homonymes, voir Otos et Éphialtès.

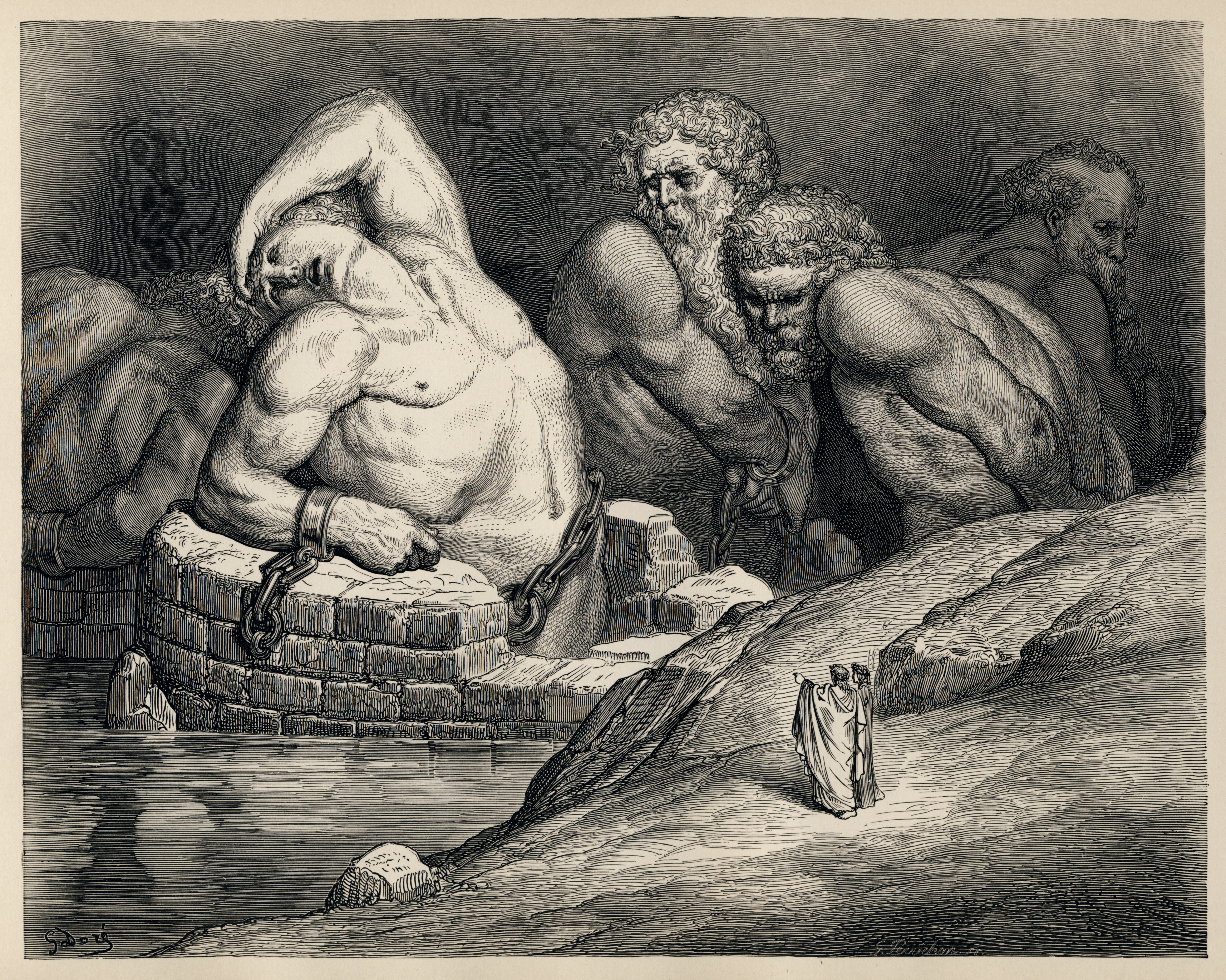
Titans et Géants dont Éphialtès (à gauche) dans les illustrations de Gustave Doré pour la Divine Comédie de Dante.

Dans la mythologie grecque, les Aloades ou Aloïdes (en grec ancien Ἀλωάδαι / Alôádai ou Ἀλωεῖδαι / Alôeîdai) sont des frères jumeaux, nommés Otos et Éphialtès, ou Éphialte (Ὦτος καὶ Ἐφιάλτης / Ỗtos kaì Ephiáltês, « Oiseau de nuit et Cauchemar »).

## Mythologie
Fils de Poséidon et d'Iphimédie (la femme d'Aloée, dont ils tirent leur nom), ils sont considérés comme des Géants. Ils diffèrent cependant des Géants originaux, créatures monstrueuses issues de Gaïa : ils sont décrits par Homère comme d'une grande beauté, et avaient la particularité de grandir chaque année d'une coudée en hauteur et d'une brasse en largeur.
Chaque Géant est choisi par Gaia pour détruire un dieu. 
Ils commencèrent très jeunes par emprisonner Arès dans une jarre de bronze à la requête d'Aphrodite pour le punir de la mort d'Adonis ; Arès resta captif treize mois avant qu'Hermès ne vînt le délivrer. Parvenus à l'âge de 9 ans, ils s'enhardirent et voulurent escalader le ciel en entassant le mont Ossa sur l'Olympe et le mont Pélion sur l'Ossa. Zeus alors les foudroya, mais leur laissa la vie car Poséidon intercéda en leur faveur.
Les deux frères n'en continuèrent pas moins d'ourdir de mauvais plans contre les dieux : Otos voulait enlever Héra, mais sur l'insistance d'Éphialtès, ils jetèrent leur dévolu sur Artémis, qu'ils poursuivirent ; la déesse pourtant se vengea d'eux en les faisant périr (ou bien ce fut son frère Apollon selon les traditions). Ils connurent un supplice sans fin dans les Enfers : Zeus les fit attacher au Tartare sur une colonne, liés avec des serpents et soumis aux cris incessants d'une chouette.

## Représentations
Le mythe est l'objet de l'épisode 36 (Les frères jumeaux Aloades) de La petite Olympe et les dieux.

## Sources
- Pseudo-Apollodore, Bibliothèque [détail des éditions] [lire en ligne] (I, 7, 4).
- Homère, Iliade [détail des éditions] [lire en ligne] (V, 385), Odyssée [détail des éditions] [lire en ligne] (XI, 305).
- Hygin, Fables [détail des éditions] [(la) lire en ligne] (XXVIII).
- Pausanias, Description de la Grèce [détail des éditions] [lire en ligne] (IX, 22, 6).
- Pindare, Odes [détail des éditions] (lire en ligne) (Pythiques, IV, 89).
- Virgile, Énéide [détail des éditions] [lire en ligne] (VI, 582).